# اریکا هیلتون
اریکا هیلتون (به انگلیسی: Erika Hilton) (زاده ۹ دسامبر ۱۹۹۲) یک سیاستمدار و فعال اهل برزیل است.
او یک زن ترنس است.